# Каньїсо
Каньїсо (ісп. Cañizo) — муніципалітет в Іспанії, у складі автономної спільноти Кастилія-і-Леон, у провінції Самора. Населення — 287 осіб (2010).
Муніципалітет розташований на відстані близько 210 км на північний захід від Мадрида, 35 км на північний схід від Самори.

## Демографія
Динаміка населення (INE ):